# Rocquemont (Oise)
Rocquemont – miejscowość i gmina we Francji, w regionie Hauts-de-France, w departamencie Oise.
Według danych na rok 1990 gminę zamieszkiwały 104 osoby, a gęstość zaludnienia wynosiła 17 osób/km² (wśród 2293 gmin Pikardii Rocquemont plasuje się na 893. miejscu pod względem liczby ludności, natomiast pod względem powierzchni na miejscu 772.).